# Cable LapLink
Un cable Laplink, també conegut com a cable nul d'impressora, permet la connexió de dos ordinadors a través del port paral·lel per establir una connexió directa per cable .
El cable es va introduir el 1983 amb el paquet LapLink, de Traveling Software, per permetre una transferència ràpida de dades entre els primers ordinadors amb MS-DOS, donant velocitats de transferència molt més ràpides que el cable sèrie de mòdem nul tradicional. Aleshores, gairebé tots els ordinadors tenien un port d'impressora paral·lel, i no estaven disponibles ni USB ni Ethernet sobre parell trenat.
El programa INTERSVR a MS-DOS 6.0 també podia utilitzar el cable LapLink.

## Travelling Software
Travelling Software es coneix ara com Laplink Software, Inc. i el seu programari principal és ara PCmover. Amb la desaparició dels ports paral·lels als ordinadors, Laplink ja no ven el cable tradicional. En comptes d'això, té cables USB a disc dur, USB a USB i Ethernet a Ethernet. Un cable Laplink es pot veure com un equivalent paral·lel a un cable de mòdem nul sèrie. A causa de l'amplada de banda més gran del port paral·lel en comparació amb el port sèrie, un cable Laplink és capaç de transferir dades més ràpidament.

## Cablejat
El cable utilitza dos connectors mascles DB25, connectats de la següent manera: 
| Strobe       | 1  | 1  | Strobe       |
| D0           | 2  | 15 | Error        |
| D1           | 3  | 13 | Seleccionar  |
| D2           | 4  | 12 | Sense paper  |
| D3           | 5  | 10 | ACK          |
| D4           | 6  | 11 | Ocupat       |
| ACK          | 10 | 5  | D3           |
| Ocupat       | 11 | 6  | D4           |
| Sense paper  | 12 | 4  | D2           |
| Seleccionar  | 13 | 3  | D1           |
| Error        | 15 | 2  | D0           |
| Sel. entrada | 17 | 17 | Sel. entrada |
| GND          | 18 | 18 | GND          |
| GND          | 19 | 19 | GND          |
| GND          | 21 | 21 | GND          |
| GND          | 22 | 22 | GND          |
| GND          | 23 | 23 | GND          |
| GND          | 25 | 25 | GND          |